# Baranowice (Góra)
Pour les articles homonymes, voir Baranowice.
Baranowice est une localité polonaise de la gmina de Wąsosz, située dans le powiat de Góra en voïvodie de Basse-Silésie.